# Облагиня
Облагиня (Аблагиня) — вымышленный при составлении в конце XVII века Бархатной книги прародитель группы столбовых дворянских родов, которые в допетровское время не занимали видных мест по службе.
Как и во всех почти родословных легендах «о выезде», первопредок характеризуется как «муж честен» из далёкого края — в данном случае Свейской земли. Хотя документами не зафиксированы никакие «выезды» рыцарей из Скандинавии в великое княжество Московское, родословная легенда утверждает, что Облагиня с сыном Марко прибыл к великому князю Дмитрию Ивановичу в 6883 (1375) году. Потомками Облагини считали себя:
- Ададуровы
- Глебовы и происходящие от них Яковлевы
- Ладыженские
- Чепчуговы и происходящие от них Клементьевы[1]

В некоторых источниках к потомству Облагини отнесены также Богдановы, Захарьины, Торсуковы, Севастьяновы. В сыновья Облагини был позднее вписан и некий Шалай, упоминаемый в Государевом родословце как предок Новосильцевых и Шепелевых (от последних происходят также Нестеровы).
При разработке дворянских гербов в XVIII веке многие потомки Облагини получили общую геральдическую примету — «лилии, расположенные в разных полях, и бегущий из леса в правую сторону золотой олень с ветвью во рту» (А. Б. Лакиер).

## Родословная роспись
В Родословной книге из собрания князя М. А. Оболенского записано о родах идущих от Аблагини: Приехал из Немец из Фряского государства муж честен именем Аблагиня, а с ним выехали роду его братья Цынило, Твердило, Етверь и князь великий дал Аблагине город Глухов. В дальнейшем родословная роспись перечисляет потомства Аблагини от которого идут фамилии по ниже представленной выборке:
1. Юрий Шелай Новисильский — от него Новосильские (I-колено).
2. Савастьян (от имени Савва) Афанасьевич — от него Савастьяновы (V-колено).
3. Яропка Афанасьевич — от него Лодыженские. (V-колено).
4. Семен Мартемьянович — от него Богдановы да Захарьевы (VI-колено).
5. Иван Мартемьянович (прозвание Ададур, Дадур) — от него Ададуровы (VI-колено).
6. Гаврила Мартемьянович — от него Яковлевы да Глебовы (VI-колено).
7. Павел Мартемьянович — от него Парасуковы (VI-колено).
8. Павел Андреевич — от него Чепчюговы (X-колено).
9. Григорий Андреевич (дед Клементий Лукич) — от него Клементьевы[3] (X-колено).